# Friedrich Merz
Joachim-Friedrich Martin Josef Merz (/mɛərts/; tiếng Đức: [joˈaxɪm ˈfʁiːdʁɪç ˈmɛɐts]; sinh ngày 11 tháng 11 năm 1955) là một chính trị gia người Đức và là thủ tướng Đức từ năm 2025. Ông cũng là lãnh đạo đảng Liên minh Dân chủ Kitô giáo Đức (CDU) từ tháng 1 năm 2022, dẫn đầu Liên minh đảng bảo thủ Dân chủ/Xã hội Cơ đốc giáo (CDU/CSU) với tư cách là lãnh đạo phe đối lập trong Quốc hội Liên bang Đức từ tháng 2 năm 2022 đến tháng 5 năm 2025.
Merz sinh ra tại Brilon, bang Nordrhein-Westfalen thuộc Tây Đức. Ông gia nhập Đoàn Thanh niên Junge Union Deutschlands vào năm 1972. Sau khi tốt nghiệp trường luật năm 1985, Merz làm thẩm phán và luật sư doanh nghiệp trước khi tham gia chính trường toàn thời gian vào năm 1989 khi ông được bầu vào Nghị viện châu Âu. Sau khi kết thúc một nhiệm kỳ, ông được bầu vào Quốc hội Liên bang Đức, nơi ông khẳng định mình là chuyên gia chính sách tài chính hàng đầu trong đảng CDU. Ông được bầu làm chủ tịch nhóm nghị sĩ CDU/CSU vào năm 2000, cùng năm Angela Merkel được bầu làm chủ tịch CDU. Vào thời điểm đó, họ là đối thủ chính trong cuộc đua giành quyền lãnh đạo đảng và đồng thời lãnh đạo phe đối lập cùng với CSU.
Sau cuộc bầu cử liên bang năm 2002, Merkel công bố rằng bà là chủ tịch nhóm nghị viện, trong khi Merz được bầu làm phó lãnh đạo nhóm nghị viện. Ông từ chức vào tháng 12 năm 2004, từ đó chấm dứt cuộc đấu tranh quyền lực kéo dài nhiều năm với Merkel và dần rút khỏi chính trường, tập trung vào sự nghiệp luật sư và rời khỏi quốc hội hoàn toàn vào năm 2009, cho đến khi ông trở lại quốc hội vào năm 2021. Năm 2004, ông trở thành cố vấn cấp cao của Mayer Brown, nơi ông tập trung vào các thương vụ sáp nhập và mua lại, ngân hàng và tài chính, và tuân thủ. Ông đã làm việc trong hội đồng quản trị của nhiều công ty, bao gồm BlackRock Đức. Là một luật sư doanh nghiệp và triệu phú uy tín, Merz cũng là một phi công tư nhân và ông sở hữu hai chiếc máy bay. Năm 2018, ông tuyên bố trở lại chính trường. Ông được bầu làm lãnh đạo đảng CDU vào tháng 12 năm 2021 và nhậm chức vào tháng 1 năm 2022 sau khi không giành được vị trí này trong hai cuộc bầu cử lãnh đạo trước đó vào năm 2018, và tháng 1 năm 2021. Vào tháng 9 năm 2024, ông trở thành ứng cử viên của Liên minh cho chức Thủ tướng Đức trước cuộc bầu cử liên bang Đức năm 2025. Sau đó, CDU/CSU đã đạt được thỏa thuận thành lập liên minh với Đảng SPD. Merz được bầu làm thủ tướng vào ngày 6 tháng 5 năm 2025 trong vòng bỏ phiếu thứ hai, sau khi không giành được đa số phiếu tuyệt đối cần thiết của quốc hội trong vòng bỏ phiếu đầu tiên – điều chưa từng xảy ra trong lịch sử Đức.
Là một chính trị gia trẻ vào những năm 1970 và 1980, Merz là người nhiệt thành ủng hộ chủ nghĩa chống cộng, học thuyết chính trị thống trị của Tây Đức và là nguyên lý cốt lõi của CDU. Ông được coi là đại diện cho phe bảo thủ truyền thống và cánh ủng hộ doanh nghiệp của CDU. Cuốn sách Mehr Kapitalismus wagen (tạm dịch: Mạo hiểm hơn chủ nghĩa tư bản) của ông ủng hộ chủ nghĩa tự do kinh tế. Trước nhiệm kỳ thứ hai của Tổng thống Donald Trump, ông thường được coi là người "đặc biệt ủng hộ nước Mỹ", và từng là chủ tịch của hiệp hội Atlantik-Brücke nhằm thúc đẩy tình hữu nghị Đức-Mỹ và chủ nghĩa Đại Tây Dương. Ông là người ủng hộ trung thành Liên minh châu Âu, NATO và trật tự quốc tế tự do; ông mô tả bản thân là "một người châu Âu thực sự tin tưởng, một người theo chủ nghĩa xuyên Đại Tây Dương tin tưởng và một người Đức cởi mở với thế giới". Merz ủng hộ một liên minh chặt chẽ hơn và "một đội quân cho châu Âu". Ông chỉ trích chính quyền Trump khi so sánh Hoa Kỳ dưới thời Donald Trump với nước Nga dưới thời Vladimir Putin, chỉ trích sự can thiệp bầu cử từ Mỹ và Nga, và cho biết châu Âu phải khẩn trương tăng cường phòng thủ và có thể là phải tìm ra một lực lượng thay thế NATO để  "độc lập" khỏi Hoa Kỳ.

## Đầu đời và giáo dục

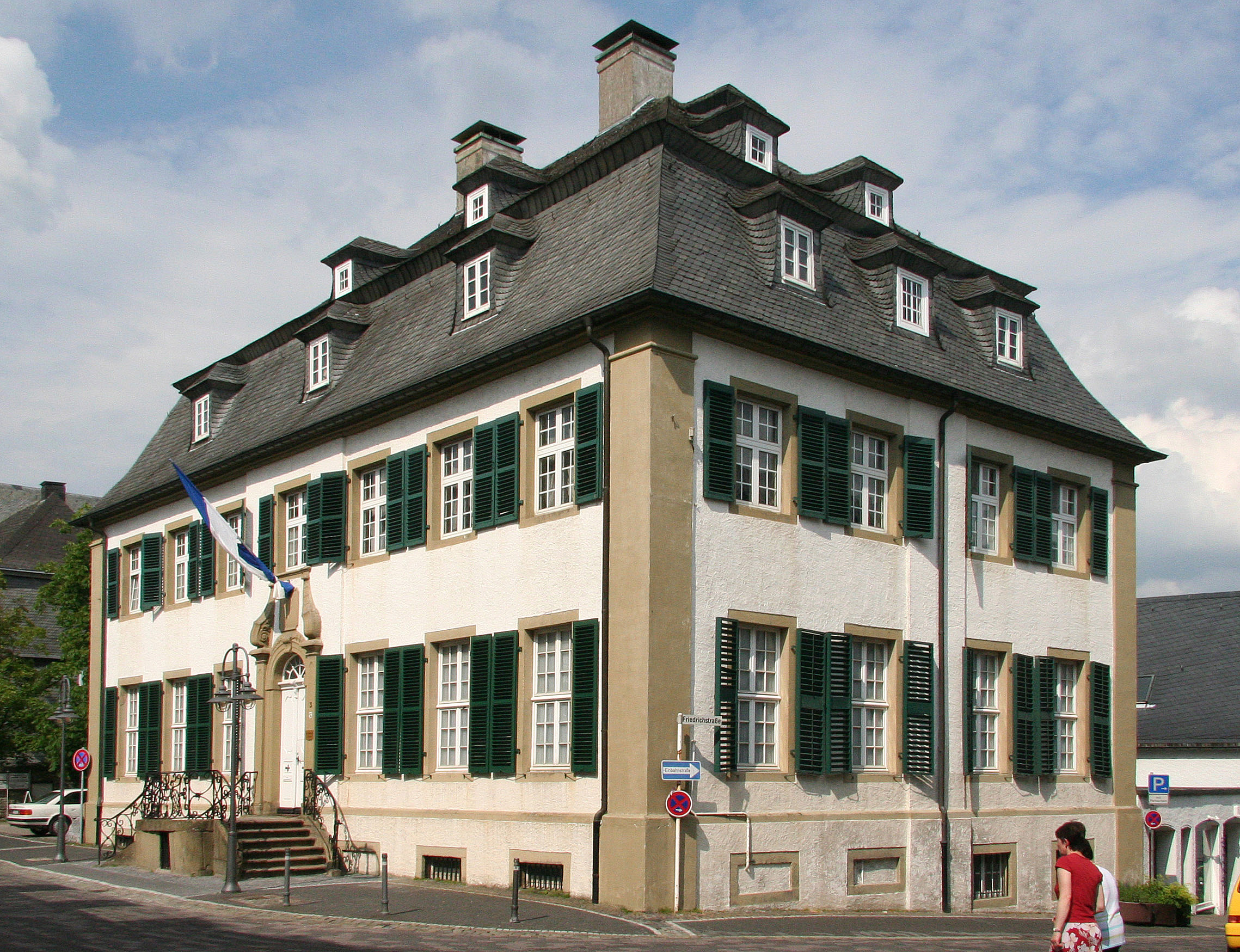
Ngôi nhà Sauvigny ở Brilon, nơi Merz sinh sống lúc còn nhỏ. Ngôi nhà thuộc về gia đình Sauvigny của mẹ ông, một gia đình quý tộc nổi tiếng tại địa phương.

Cha của ông, Joachim Merz (sinh 1924), là một thẩm phán và là thành viên của CDU. Gia đình Sauvigny là một gia đình quý tộc địa phương nổi tiếng tại Brilon và có tổ tiên là người Pháp. Ông ngoại của ông là thị trưởng Brilon Josef Paul Sauvigny. Merz theo đạo Công giáo. Ông lớn lên tại ngôi nhà Sauvigny của gia đình mẹ ông ở Brilon. Ngôi nhà được rao bán với giá 2 triệu euro vào năm 2021. Hai trong số ba anh chị em của ông qua đời tương đối sớm; em gái ông qua đời ở tuổi 21 trong một vụ tai nạn giao thông và anh trai ông qua đời vì bệnh đa xơ cứng trước tuổi 50.
Từ năm 1966 đến năm 1971, Merz học tại Gymnasium Petrinum Brilon, nơi ông rời đi vì bị kỷ luật; ông chuyển đến Friedrich-Spee Gymnasium ở Rüthen, nơi ông hoàn thành chứng chỉ Abitur vào năm 1975. Từ tháng 7 năm 1975 đến tháng 9 năm 1976, Merz đi nghĩa vụ quân sự nơi ông đảm nhiệm vị trí một người lính trong một đơn vị pháo tự hành của Lục quân Đức. Từ năm 1976, ông học luật với học bổng từ Quỹ Konrad Adenauer tại Đại học Bonn và sau đó là tại Đại học Marburg. Tại Bonn, ông là thành viên của hội sinh viên Công giáo KDStV Bavaria Bonn, được thành lập vào năm 1844 và là một phần của Cartellverband. Sau khi tốt nghiệp trường luật vào năm 1985, ông trở thành thẩm phán tại Saarbrücken. Năm 1986, ông rời bỏ vị trí thẩm phán để làm luật sư nội bộ tại Hiệp hội Công nghiệp Hóa chất Đức ở Bonn và Frankfurt từ năm 1986 đến năm 1989.

## Sách
- Friedrich Merz (2008). Mehr Kapitalismus wagen (bằng tiếng Đức). München: Piper Verlag. ISBN 978-3-492-05157-6. LCCN 2010514604. OCLC 634130092. OL 24354103M. Wikidata Q130425553.